# Hvaler
Hvaler és un petit arxipèlag que constitueix un municipi al comtat d'Østfold, Noruega. Té 4.511 habitants (2016) i té una superfície de 90 km². El centre administratiu del municipi és el poble de Skjærhalden, situat a l'illa principal de Kirkeøy.

## Informació general

### Nom
El nom prové de la forma plural de hval que significa «balena», a causa de la suposada forma de les illes. Abans del 1889 el nom era escrit Hvaløerne.

### Escut d'armes
L'escut d'armes se'ls hi va concedir el 9 de desembre de 1983. Mostra un barca daurada sobre un fons blau. Aquest tipus de barca era típic al segle xiii. Aquest símbol va ser escollit a causa de la dependència de la barca al municipi durant tota la seva història i pel fet que la pesca i la navegació han estat les principals activitats econòmiques durant molts segles.

## Història

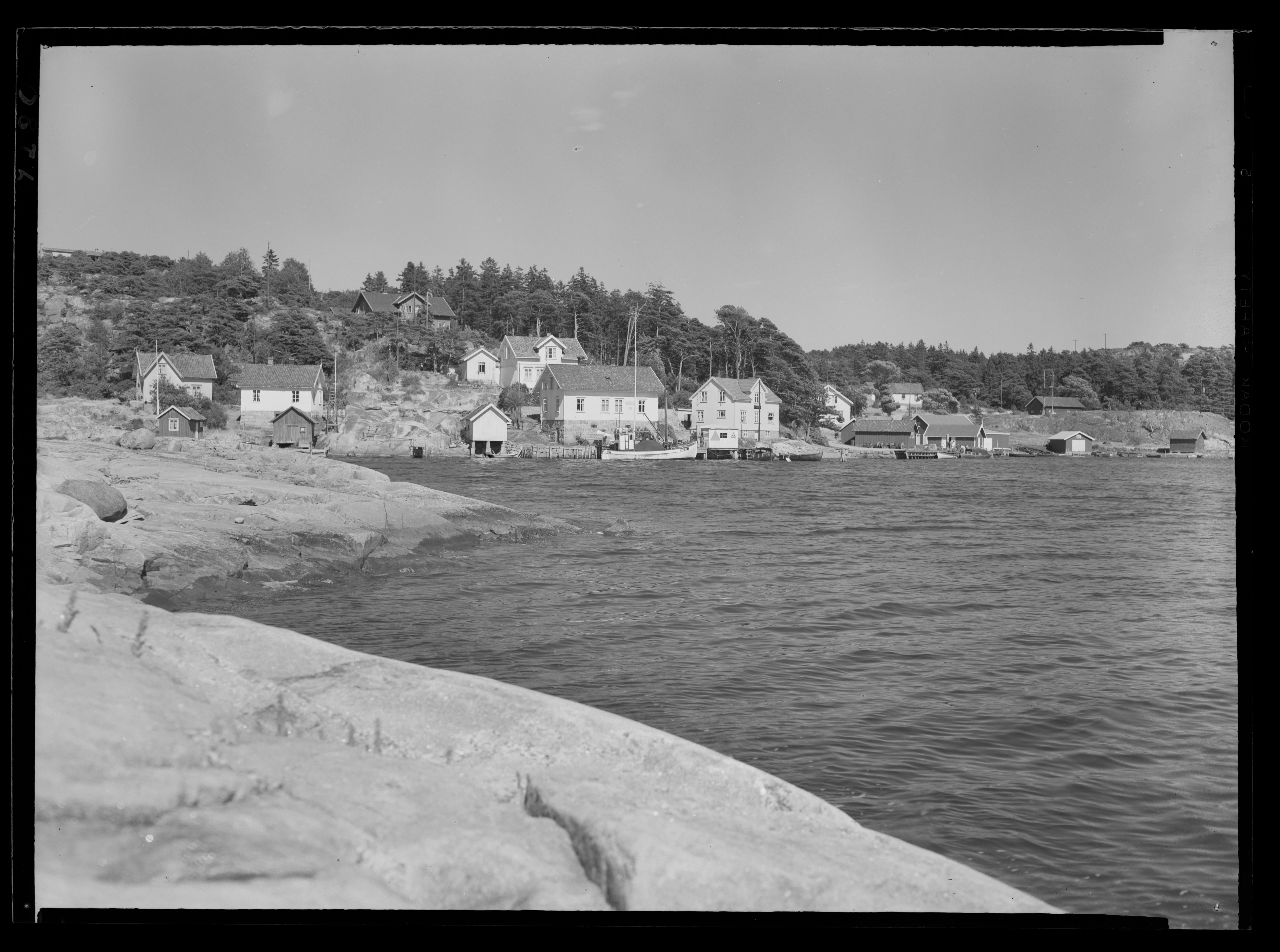
Skjærhalden el 1948.

Hvaler va ser establert com a municipi l'1 de gener de 1838. Les fronteres municipals no han canviat des d'aleshores.
El 26 de maig de 1887 el districte del comtat decidí que s'havia de construir una nova capella més gran a Hvaler, i les obres començaren dos anys més tard, el 22 de maig de 1889. Quan s'acabà de construir es deixà constància del fet amb la col·locació d'una petita placa de plata amb el text "La capella de Dypedal fou erigida el 1899, en honor de Nostre Senyor Jesucrist".
L'arquitecte fou Jacob Wilhelm Nordan, mentre que el paleta fou Peder Emanuelsen Utengen. La capella va ser construïda en granit al capdamunt d'una muntanya a l'illa de Kirkeøy. L'edifici va ser acabat el 1891.
El museu d'Hvaler es va establir el 1971. Mostra l'antiga caça de les orques, la indústria de granit al municipi i el cultiu de fruita. Està situat en un antic graner.

## Geografia

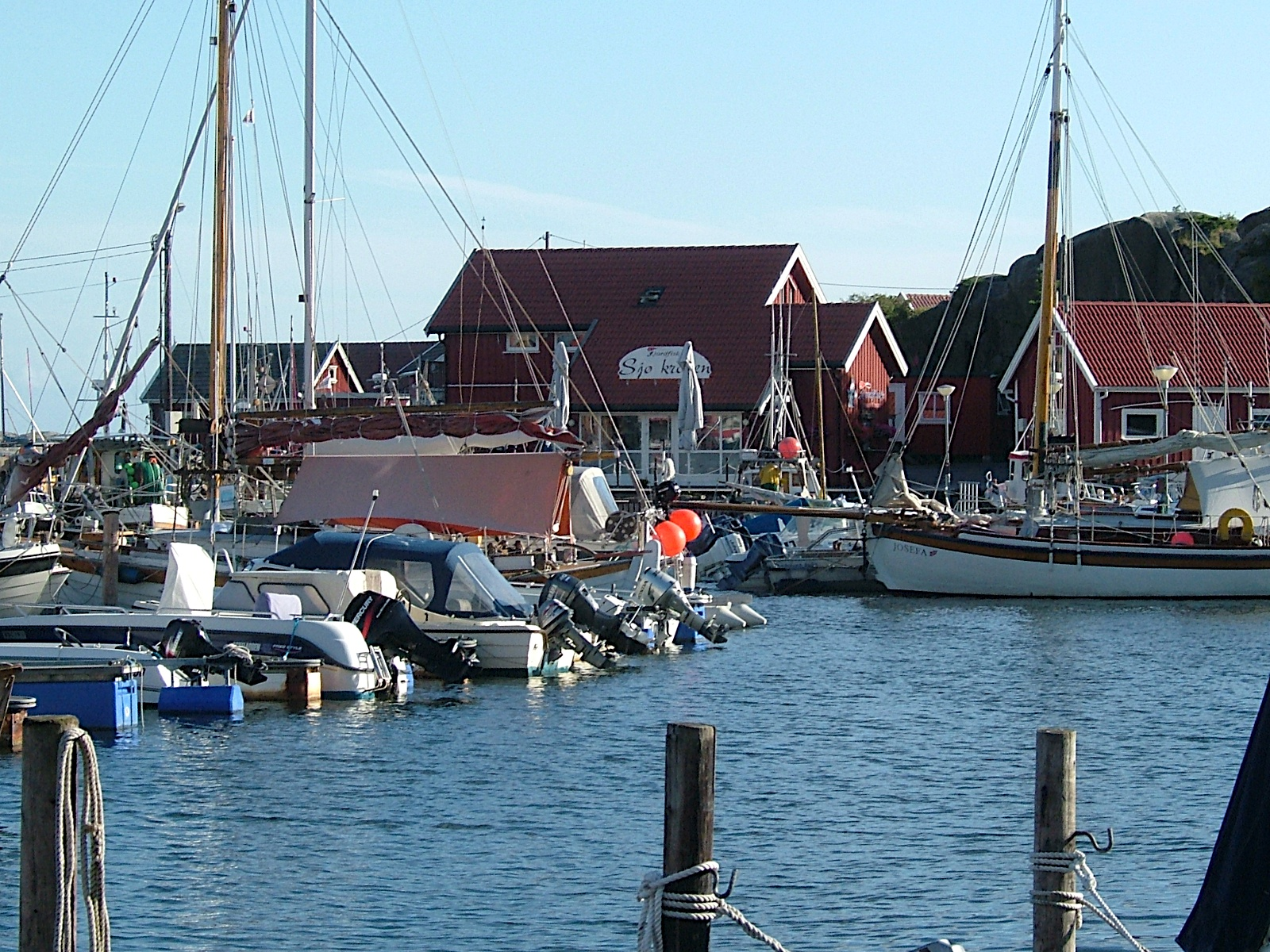
El port de Skjærhalden

Al sud de Skjærhalden -el llogaret situat a l'illa de Kirkeøy-, hi ha una sèrie d'illes deshabitades així com diversos centenars d'illots. Les illes que pertanyen al municipi són Akerøya (1,6 km²), Asmaløy (9,1 km²), Herføl (1,9 km²), Kirkeøy (29,6 km²), Lauer (0,15 km²), Papper (2,1 km²), Nordre Sandøy (2,4 km²), Singløy (2,2 km²), Spjærøy (8,0 km²), Søndre Sandøy (4,2 km²), Tisler (0,4 km²) i Vesterøy (15,2 km²). La superfície total del municipi és de 90,12 km², dels quals 0,06 km² són d'aigua. El punt més alt del municipi és la muntanya de Bankerødkollen, situada a l'illa de Vesterøy, a 72,4 metres sobre el nivell del mar.

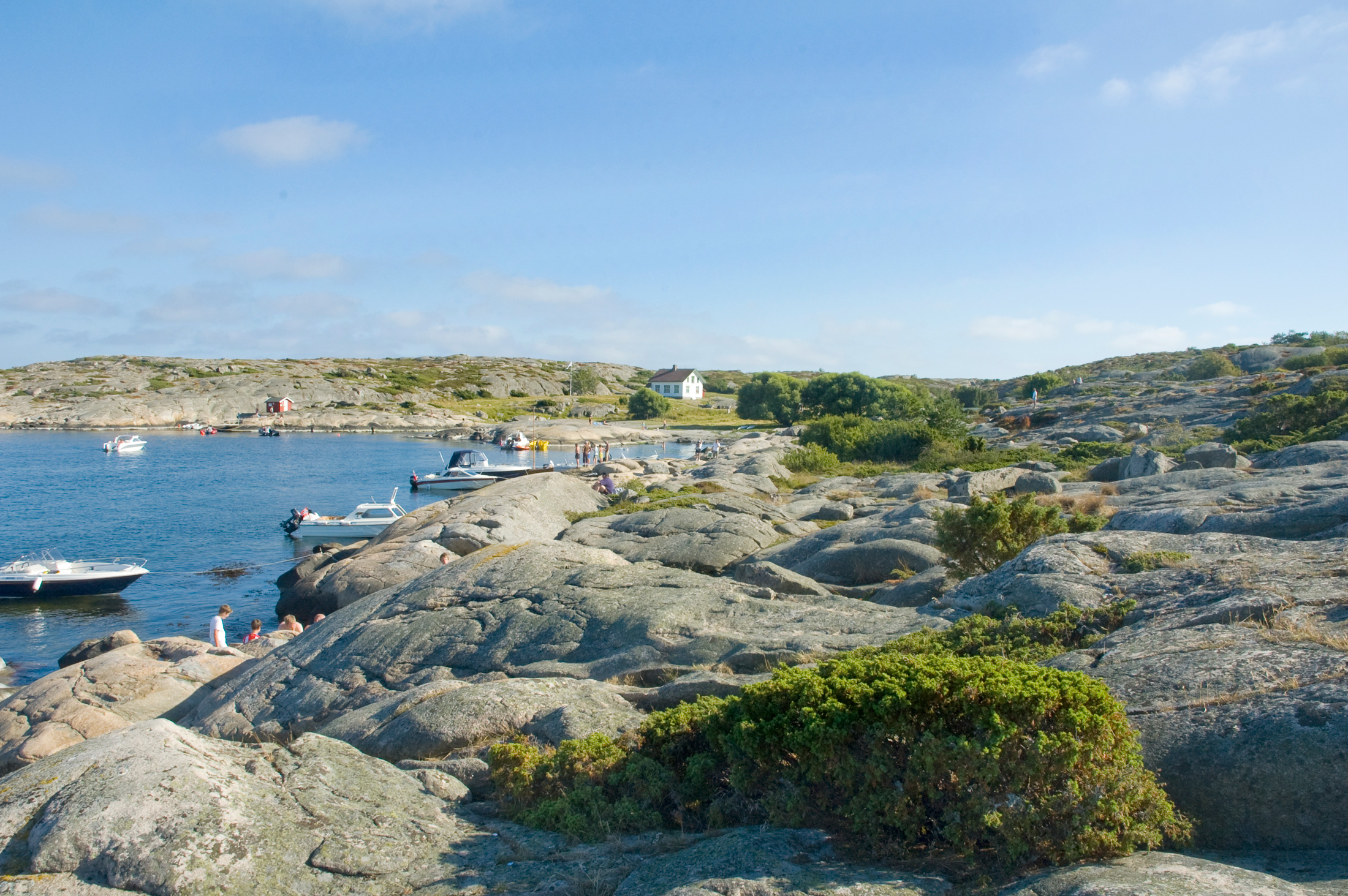
L'illa d'Akerøya

En totes les illes, amb l'excepció de Søndre Lauer, les cases d'estiu omplen el paisatge. Les illes de Søndre Sandoy i Hærføl són les úniques dues illes que tenen botigues locals i vies que suporten el trànsit vehicular.
Nørdre Sandoy, l'illa més al nord d'aquest grup d'illes, té una gran diversitat de flora i fauna. Encara que conté bons camins, el trànsit vehicular està prohibit i no hi ha activitat comercial. En gran manera, això dona als seus habitants (majorment estiuejants) una sensació més gran d'aïllament de la normalment agitada vida noruega i actua com un amortidor contra la contaminació.
Es creu que Nordre Sandoy va ser una de les bases de Peter Tordenskjold durant la seva època de corsari. Una de les badies de l'illa és anomenada Tordenskjoldsbutka (en català: Badia de Tordenskjold). En aquesta badia s'hi han trobat les restes de dos corsaris. Algunes llegendes expliquen que Tordenskjold va enterrar alguns dels seus tresors allà. El 1997, un jovenet del lloc va trobar tres antigues monedes d'or mentre capbussava en l'àrea.

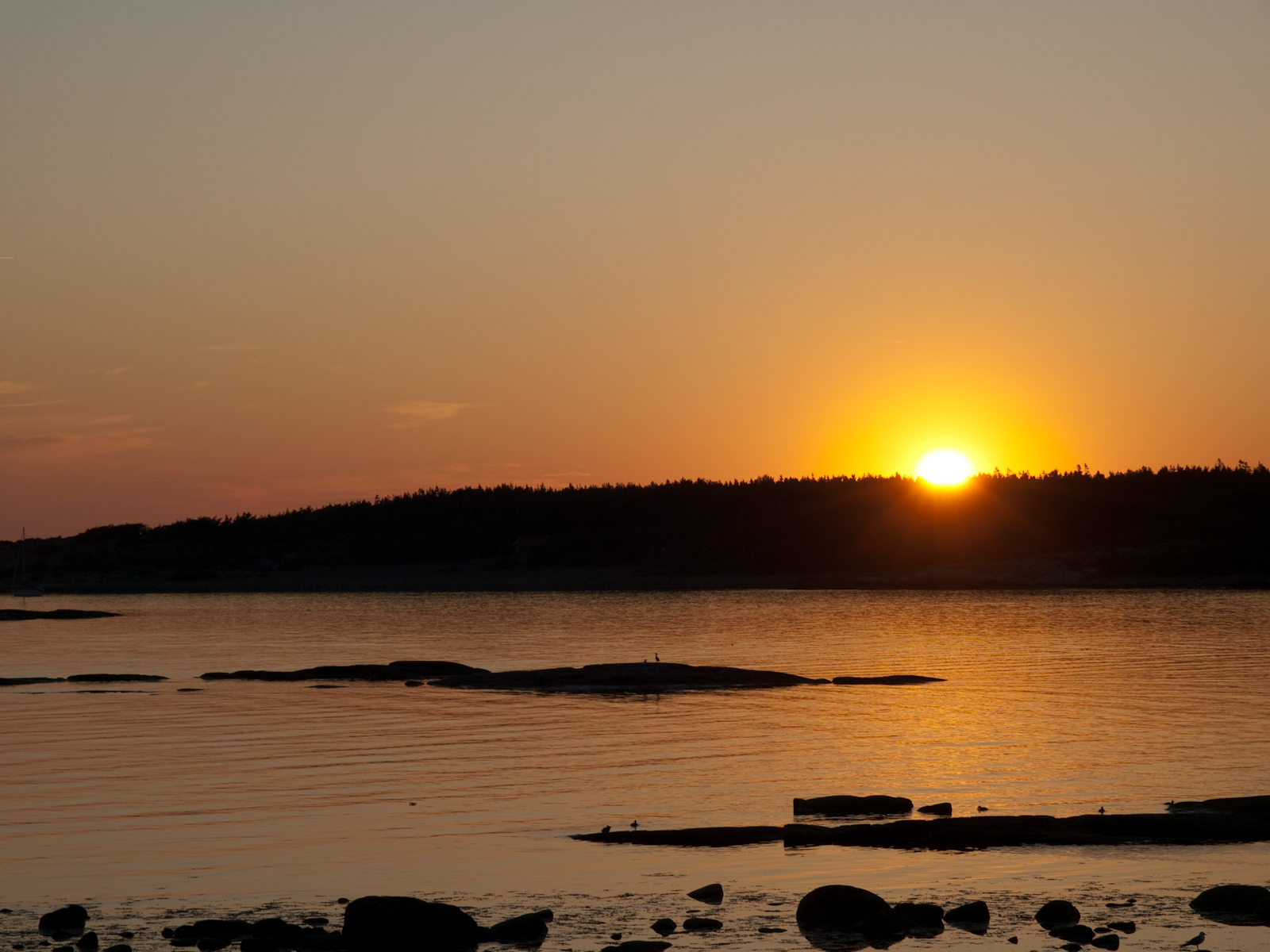
Posta de sol a l'illa de Kirkeøy.

L'arxipèlag de les Hvaler és la zona geogràfica més assolellada de Noruega. L'estació meteorològica més propera és a les Illes Koster just a la frontera amb Suècia. Una part del municipi forma part del Parc Nacional de Ytre Hvaler.

### Clima
El clima d'Hvaler és oceànic, amb hiverns freds (amb temperatures mitjanes inferiors als 0 °C durant tres mesos) i estius frescos (amb temperatures mitjanes superiors als 15 °C durant tres mesos). Al municipi s'hi donen de les temperatures més càlides de Noruega, ja que està situat a la costa, en una baixa latitud (59° 3° N) comparat amb altres zones de Noruega i rep la influència del Corrent del Golf. Pel que fa a les precipitacions, l'estiu i la tardor són les estacions amb més pluja, i la primavera i sobretot l'hivern són les que en reben menys. La precipitació mitjana anual és de 765 mm. És el municipi de Noruega que rep més hores de sol, amb 4.833 hores anuals.

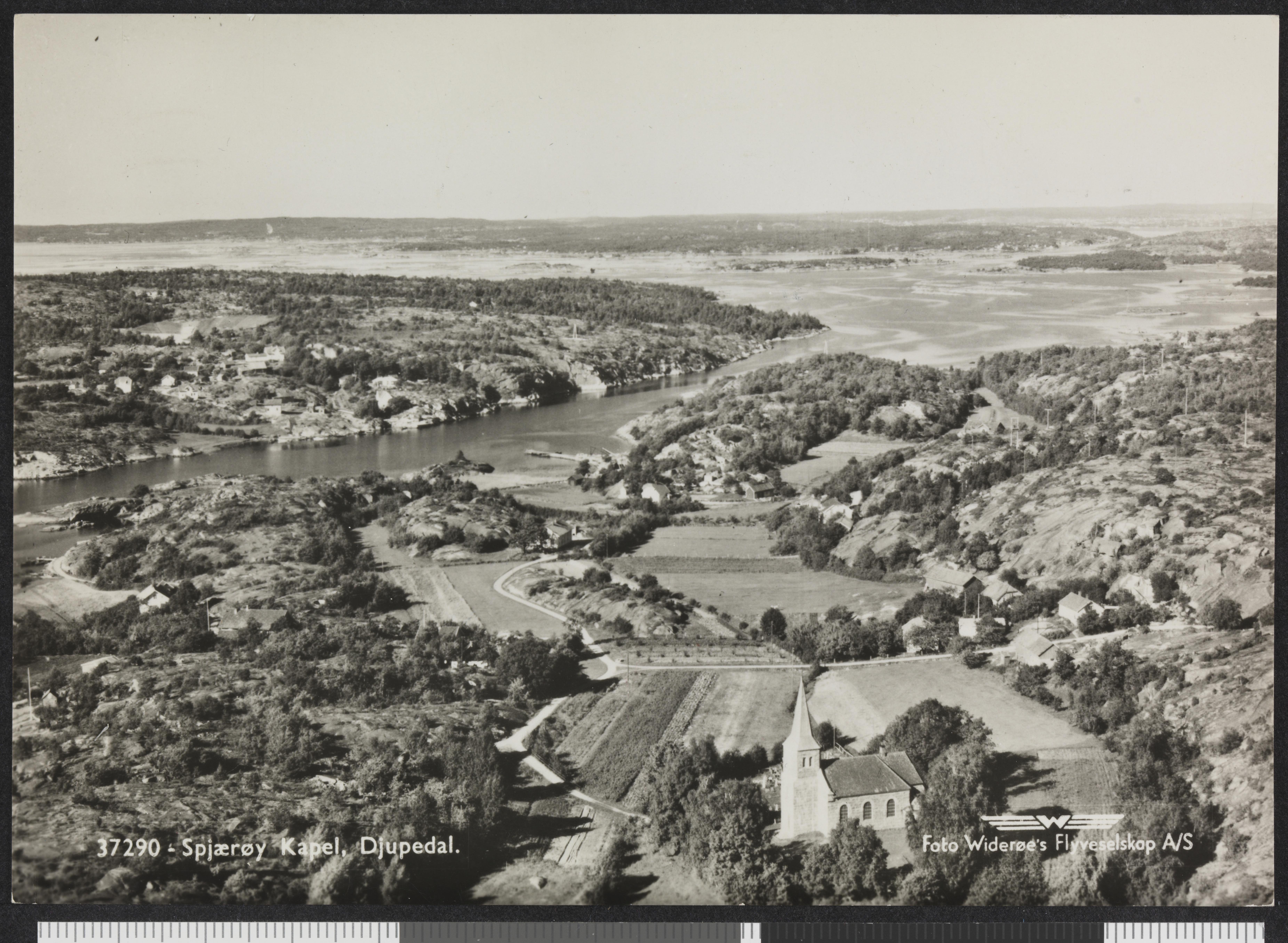
Vista de l'illa de Vesterøy el 1960.

| Dades climàtiques a Hvaler         | Dades climàtiques a Hvaler | Dades climàtiques a Hvaler | Dades climàtiques a Hvaler | Dades climàtiques a Hvaler | Dades climàtiques a Hvaler | Dades climàtiques a Hvaler | Dades climàtiques a Hvaler | Dades climàtiques a Hvaler | Dades climàtiques a Hvaler | Dades climàtiques a Hvaler | Dades climàtiques a Hvaler | Dades climàtiques a Hvaler | Dades climàtiques a Hvaler |
| Mes                                | gen                        | febr                       | març                       | abr                        | maig                       | juny                       | jul                        | ag                         | set                        | oct                        | nov                        | des                        | anual                      |
| ---------------------------------- | -------------------------- | -------------------------- | -------------------------- | -------------------------- | -------------------------- | -------------------------- | -------------------------- | -------------------------- | -------------------------- | -------------------------- | -------------------------- | -------------------------- | -------------------------- |
| Mitjana diària °C (°F)             | −2.0 (28.4)                | −2.0 (28.4)                | 0.5 (32.9)                 | 4.6 (40.3)                 | 10.6 (51.1)                | 15.5 (59.9)                | 16.5 (61.7)                | 16.0 (60.8)                | 12.0 (53.6)                | 8.0 (46.4)                 | 3.0 (37.4)                 | −0.5 (31.1)                | 6.9 (44.4)                 |
| Precipitació mitjana mm (polzades) | 50 (1.97)                  | 40 (1.57)                  | 45 (1.77)                  | 45 (1.77)                  | 55 (2.17)                  | 60 (2.36)                  | 60 (2.36)                  | 80 (3.15)                  | 85 (3.35)                  | 100 (3.94)                 | 85 (3.35)                  | 60 (2.36)                  | 765 (30.12)                |
| Mitjana mensual d'hores de sol     | 248                        | 282                        | 390                        | 459                        | 558                        | 594                        | 582                        | 502                        | 405                        | 335                        | 255                        | 223                        | 4.833                      |
| Font: eKlima.no                    |                            |                            |                            |                            |                            |                            |                            |                            |                            |                            |                            |                            |                            |

## Demografia
Hi ha quatre assentaments als municipi:
- Skjærhalden, el centre administratiu situat a l'illa de Kirkeøy. Té 872 habitants (2015).
- Rød, situat a l'illa d'Asmaløy. Té 555 habitants (2015).
- Hauge, situat a l'illa de Vesterøy. Té 389 habitants (2015).
- Utgård, situat a l'illa de Vesterøy. Té 315 habitants (2015).